# Дегівська сільська рада
| Дегівська сільська рада — орган місцевого самоврядування у Рогатинському районі Івано-Франківської області з адміністративним центром у с. Дегова. 13 березня 1992 року Приозерненська сільрада перейменована на Дегівську. Водоймища на території, підпорядкованій даній раді: річка Свірж. Сільській раді підпорядковані населені пункти: - с. Дегова - с. Приозерне |

## Склад ради
Рада складається з 15 депутатів та голови.

### Керівний склад ради
| ПІБ                            | Основні відомості                                               | Дата обрання | Дата звільнення |
| ------------------------------ | --------------------------------------------------------------- | ------------ | --------------- |
| Кисилиця Ігор Ярославович      | Сільський голова, 2006 року народження, освіта, безпартійний    | 26.03.2006   | 31.10.2010      |
| Марунчак Володимир Ярославович | Сільський голова, 1957 року народження, освіта середня загальна | 31.10.2010   |                 |

Примітка: таблиця складена за даними джерела